# 冼冠生
冼冠生（1887年—1952年4月21日），原名柄生，广东省南海县佛山镇（今佛山市禅城区）人，中華民國企業家。其於1918年在上海创立冠生园食品店，為中华民国大陆时期上海知名工商界人士。

## 生平
冼从做陈皮梅起家，后创办了冠生园。
抗日战争结束后，由于高血压，冼冠生逐渐淡出企业的日常经营，在家休养。
三反运动开始后，公司主营的糖果饼干和酒菜生意受到影响，现金流吃紧，1952年2月开始拖欠员工薪资，公司每月工资所需达2.4亿元，负债13亿。
1952年4月，正值五反运动在上海地区开展，冼冠生被工人从家中揪出逼其发放工资，禁闭在办公室两天后，由遭遇税务局上门催款，经受不住刺激，于4月21日跳楼自杀。